# King of the Grey Islands
King of the Grey Islands är det nionde studioalbumet av den svenska doom metal-gruppen Candlemass, utgivet den 22 juni 2007. En version i digipack innehåller två bonusspår med Robert Lowe. Albumet släpptes också på vinyl, med bonusspåret "Edgar Grey".

## Låtlista
Alla sånger skrivna av Leif Edling
1. "Prologue" - 0:56
2. "Emperor of the Void" - 4:29
3. "Devil Seed" - 5:44
4. "Of Stars and Smoke" - 5:50
5. "Demonia 6" - 6:23
6. "Destroyer" - 7:52
7. "Man of Shadows" - 6:17
8. "Clearsight" - 6:52
9. "The Opal City" - 1:13
10. "Embracing the Styx" - 8:19
11. "Solitude" - 5:58 *
12. "At the Gallows End" - 5:22 *

## Medverkande musiker
- Robert Lowe - sång
- Mats "Mappe" Björkman - kompgitarr
- Lars Johansson - sologitarrer
- Leif Edling - bas
- Jan Lindh - trummor